# Typhlodromus coniferculus
Typhlodromus coniferculus är en spindeldjursart som först beskrevs av Wainstein 1978.  Typhlodromus coniferculus ingår i släktet Typhlodromus och familjen Phytoseiidae. Inga underarter finns listade i Catalogue of Life.